# Внешняя политика Литвы
Внешняя политика Литвы — международные отношения Литвы (Литовской республики).

## Отношения с Балтийскими странами
См. Прибалтика, Балтийские тигры, Совет государств Балтийского моря

## Литовско-российские отношения
После событий 2014 года на Украине — ввела, совместно с прочими странами ЕС, санкции против России, получив в ответ ответные контрсанкции.
В 2021 г., в знак поддержки действий Чехии Литва объявила о высылке двух сотрудников российского посольства.

## Литовско-белорусские отношения
2020: поддержка оппозиции Лукашенко во время массовых протестов в Белоруссии; укрывательство лидеров оппозиции, уехавших из страны.
В мае 2021 г., после инцидента с посадкой «Боинга» в Минске (по ложному сообщению о теракте) и последовавшего ареста активиста Романа Протасевича — президент Литвы Г. Науседа обвинил белорусские власти в проведении «отвратительной акции»; Литва призвала партнеров по Европейскому союзу признать инцидент с самолётом ирландской авиакомпании Ryanair нарушением правил Международной организации гражданской авиации, приостановить членство Белоруссии в этой организации и рассмотреть совместную рекомендацию ЕС избегать воздушного пространства Белоруссии в будущем (и с полуночи 25 мая Литва перестала принимать следующие в Литву рейсы с маршрутом, пролегающим над территорией Белоруссии).

Последовавшие экономические санкции против белорусских предприятий.
Лето 2021: Миграционный кризис на границе Белоруссии.

## Литовско-американские отношения
США признали независимость Литвы в июле 1922 года. Соединённые Штаты никогда не признавали «насильственного» присоединения Литвы к Советскому Союзу и оказывали поддержку её дипломатическому представительству в период Холодной войны. После того как Литва в 1991 году восстановила свою независимость, Соединённые Штаты начали тесно с ней сотрудничать и оказывать помощь в восстановлении демократических институтов и рыночной экономики.  США и Литва являются союзниками и надёжными партнёрами. 

## Литовско-китайские отношения
В 1991 году между Китаем и Литвой были установлены дипломатические отношения, с тех пор Литва придерживается «политики единого Китая».
Отношения с официальным Китаем осложнены активной позицией Литвы по отношению к сепаратистскому (по мнению китайской стороны) движению Тибета и моральной его поддержкой (неоднократные визиты Далай-ламы в Литву, создание «Тибетского сквера» в Вильнюсе), а также критикой геноцида уйгуров. Так, в сентябре 2013 года президент Даля Грибаускайте встретилась с Далай-ламой, после этого отношения остыли; оттепель наступила только в 2015 году - тогдашний премьер-министр Литвы Альгирдас Буткявичюс заявил о «стратегическом партнерстве» с Китаем и привез из Пекина подписанные там соглашения об участии Литвы в проекте «Нового шелкового пути».
Однако, несмотря на это, состоялись неоднократные визиты[когда?] высших руководителей Китая в Литву.
В августе 2021 г., в связи с тем, что власти Литвы разрешили Тайваню открыть «представительство» в стране (которое должно располагаться в Вильнюсе и называться «Тайваньское представительство в Литве») Пекин отозвал своего посла из Вильнюса (Литва стала первой страной Евросоюза, из которой Китай отозвал своего посла), а также потребовал отозвать посла Литвы из Пекина. Вашингтон  осудил решение Китая об отзыве посла из Вильнюса. Президент Науседа выразил надежду, что Китай передумает и изменит свое решение об отзыве посла, и подчеркнул, что как суверенное и независимое государство Литва вольна решать, с какими странами или территориями развивать экономические и культурные отношения. 
Далее последовало заключение торгового соглашения с Тайванем, после чего китайские предприятия стали уходить из Литвы, китайское железнодорожное предприятие China railway container transport corp. (CRCT) сообщило клиентам в Литве, что прямые грузовые поезда из Китая в Литву – часть так называемого "нового шелкового пути" в Европу – из-за напряженной политической ситуации между странами в конце августа и в сентябре отменяются. Глава МИД Г. Ландсбергис отправился в Вашингтон и встретился с главой Госдепа США Э. Блинкеном, который пообещал «оказать Литве перед лицом попыток принуждения со стороны Китайской Народной Республики стопроцентную поддержку». Помощник президента США по нацбезопасности Джейк Салливан провел телефонный разговор с премьер-министром Литвы И. Шимоните, во время которого заявил о содействии Литве по линии КНР.

## Военное сотрудничество с другими странами
Литва вступила в НАТО в 2004 году. Основное военное сотрудничество независимой Литвы идет со странами НАТО; литовские военнослужащие принимают участие в боевых операциях за рубежом, как правило, в составе натовских сил. Это видно из следующих цифр. За 1994—2014 годы 97 % (4674 человека) отправленных в международные миссии литовских военнослужащих (без учета сил специальных операций) участвовали в операциях НАТО, примерно 2 % (104 человека) — в операциях ООН, а около 1 % (39 человек) — в операциях ЕС. Литовские контингенты обычно невелики. Например, литовский контингент ISAF в Афганистане на 1 июня 2013 года — 244 человека. 
Литовские дипломатические миссии в странах, не входящих в НАТО, иногда играют роль своего рода контактных центров НАТО. Например, посольство Литвы в Минске выполняло эту функцию с 2004 года по 2010 годы.

## Литва и ЕС
Литва вступила в ЕС в 2004 году. Значительную роль в развитии Литвы играет помощь Евросоюза. В 2004—2006 годах Литва получила из фондов ЕС 1,7 млрд евро, а в 2007—2013 — еще 6,8 млрд евро.